# جوديث غوردون
جوديث غوردون (بالإنجليزية: Judith Gordon)‏ هي عازفة بيانو أمريكية، ولدت في 1963.